# بونشو
بونشو، تسوریگانه، اوگانه (به ژاپنی: 梵鐘 Bonshō) ناقوس بزرگی است که در معبدهای بودایی در ژاپن بکار می‌رود. به صدا درآوردن این ناقوس جهت احضار راهبان به نماز و برای اعلام زمان انجام می‌شود.